# Fatorexia
La fatorexia (del inglés fat, "gordo", y del griego antiguo orexis, "apetito") es un trastorno psicológico sufrido por las personas que tienen una distorsión de su imagen respecto a su peso real, argumentando que están en un peso correcto cuando en realidad tienen sobrepeso. Se trata de un trastorno dismórfico corporal y antiguamente también se la denominaba megarexia.
Es una enfermedad más común entre los hombres que entre las mujeres y estadísticamente se diagnostica más en segmentos de población con edades superiores a los 45 años.
Afecta al 2,7% de la población mundial.
Aunque objetivamente el espejo no hace más que devolver la imagen tal y como es, existe este trastorno alimenticio que lleva al paciente que lo padece a no reconocer su propio cuerpo.

## Riesgos
La fatorexia puede volverse tan peligrosa para la salud como la anorexia y también, al igual que ésta, llevar a la muerte por los problemas de salud que trae aparejada la obesidad. Las personas que la padecen, al tener exceso de peso, corren los mismos riesgos que las que tienen obesidad de sufrir numerosas enfermedades crónicas, entre ellas:
- Diabetes
- Hipertensión
- Problemas cardiovasculares
- Riesgo cardíaco
- Dislipidemia

## Tratamiento
El tratamiento consiste en una terapia psicológica y una dieta equilibrada que permita bajar de peso y consecuentemente disminuir los riesgos asociados con la obesidad (tipo I, II o mórbida).
La fatorexia es uno de los trastornos alimenticios que afecta a un gran número de personas.
La detección prematura de los síntomas ayuda a la prevención y a su pronta recuperación.
Aún se desconoce mucha información acerca de este nuevo trastorno alimenticio pero ya se encuentra en la mira de doctores y científicos.